# Куренецкий сельсовет
Куренецкий сельсовет — административная единица на территории Вилейского района Минской области Белоруссии.

## История
Куренецкий сельский Совет образован 15 января 1940 года.

## Состав
Куренецкий сельсовет включает 13 населённых пунктов:
- Богданово — деревня.
- Галиново — деревня.
- Горидовичи — деревня.
- Зимодры — деревня.
- Ивонцевичи — деревня.
- Клыни — деревня.
- Куренец — агрогородок.
- Литвинки — деревня.
- Пликовичи — деревня.
- Савино — деревня.
- Саковичи — деревня.
- Трепалово — деревня.
- Хоменцы — деревня.

## Производственная сфера
- ГЛХУ «Вилейский лесхоз»
- ОАО «Балаши». Общая площадь сельхозугодий составляет 2657 га, в том числе пашни — 1445 га.
- ОАО «Вилейский». Общая площадь сельхозугодий составляет 2326 га, в том числе пашни — 1575 га.
- Крестьянско-фермерские хозяйства : «Чемпион» — 109,9 га, «Улей» — 40,28 га, «Новый хуторок» — 43,7 га, «Кулёнок» — 27,99 га, «Ринг» — 13 га.

## Социально-культурная сфера
- Здравоохранение: фельдшерско-акушерский пункт, врачебная амбулатория.
- Образование: ГУО "Куренецкая общеобразовательная средняя школа, детский сад
- Культура: сельский Дом культуры, сельский клуб, 2 библиотеки.